# لوكا ساتورو
لوكا ساتورو (بالإيطالية: Luca Sartori)‏ هو مجدف إيطالي، ولد في 19 يوليو 1971 في تيراتشينا في إيطاليا.

## وصلات خارجية
- لوكا ساتورو على موقع الاتحاد الدولي للتجديف (الإنجليزية)
- لوكا ساتورو على موقع اللجنة الأولمبية الدولية (الإنجليزية)
- لوكا ساتورو على موقع أوليمبيديا (الإنجليزية)